# عقاب (سرده)
عقاب‌ها (نام علمی: Aquila) نام یک سرده از زیرتیرهٔ عقابیان است.

## گونه‌ها
- عقاب پرپا، Aquila pennata
- Rufous-bellied eagle, Aquila kienerii
- عقاب طلایی، Aquila chrysaetos
- عقاب شاهی، Aquila heliaca
- عقاب شاهی اسپانیایی Aquila adalberti
- عقاب صحرایی، Aquila nipalensis
- عقاب خاکی، Aquila rapax
- Verreaux's eagle, Aquila verreauxii
- Gurney's eagle, Aquila gurneyi
- عقاب والبرگ، Aquila wahlbergi
- عقاب دم‌گوه‌ای، Aquila audax
  - Tasmanian wedge-tailed eagle, Aquila audax fleayi